# Streptosyllis campoyi
Streptosyllis campoyi é uma espécie de anelídeo pertencente à família Syllidae.
A autoridade científica da espécie é Brito, Núñez & San Martín, tendo sido descrita no ano de 2000.
Trata-se de uma espécie presente no território português, incluindo a sua zona económica exclusiva.